# Rebecca Wells
Rebecca Wells (Alexandria, 1952) è una scrittrice e attrice statunitense.
È meglio conosciuta per la serie di romanzi Ya-Ya, da cui è tratto il film del 2002 I sublimi segreti delle Ya-Ya sisters.

## Vita
Rebecca Wells nacque nel centro della Louisiana e crebbe lavorando in una piantagione, dove la sua famiglia viveva dal 1795. Nel 1982 si trasferì a Seattle per lavorare con un gruppo nelle arti dello spettacolo. La città le piacque così tanto che decise di rimanerci ed oggi vive su un'isola nelle vicinanze.
Sin dagli ultimi degli anni novanta, la scrittrice ha sofferto della malattia di Lyme, esperienza raccontata nel suo sito e in una intervista per la CTV Television Network dove ha parlato anche del suo romanzo Ya-Yas in bloom (2005).

## Romanzi
- L'indomabile tribù delle Ya-Ya Sisters (1992)
- I sublimi segreti delle Ya-Ya sisters (1996)
- Ya-Yas in Bloom (2005)
- The Crowning Glory of Calla Lily Ponder (2009)